# Sambar sundajski
Sambar sundajski (Rusa timorensis) – gatunek ssaka z rodziny jeleniowatych (Cervidae).

## Występowanie
Naturalnie występuje w Indonezji (Bali i Jawa). W wyniku introdukcji pojawia się także w Australii, Brazylii, Malezji, Nowej Kaledonii, Papui-Nowej Gwinei, Reunion, Timorze Wschodnim i Tajlandii.

## Charakterystyka ogólna

### Podstawowe dane[5]
| Długość ciała | Wysokość w kłębie | Długość ogona | Masa ciała | Dojrzałość płciowa   | Ciąża      | Liczba młodych w miocie | Długość życia  |
| ------------- | ----------------- | ------------- | ---------- | -------------------- | ---------- | ----------------------- | -------------- |
| 140–185 cm    | 83–110 cm         | ok. 20 cm     | 50–115 kg  | ok. 1,5–2 roku życia | 8 miesięcy | 1–2                     | poniżej 20 lat |

### Morfologia
Sambar sundajski posiada poroże, które ma do 110 cm, z licznymi rozgałęzieniami oraz uperlonymi łodygami. Wyróżnia się obszerna okrywą włosową. Cechą charakterystyczną tego gatunku są spore uszy i jasne kępki włosów nad oczami. W przeciwieństwie do innych jeleniowatych nie trzyma podniesionego ogona podczas ucieczki. W porównaniu z innymi jeleniowatymi młode nie mają jasnych plamek na ciele.

### Rozród
Osobniki tego gatunku uzyskują dojrzałość płciową po koło 1,5–2 latach życia. W zależności od miejsca różnie wygląda okres godowy. W Australii trwa cały rok, ale momentem szczytowym jest czerwiec–sierpień. Na Bali czasem o nasilonych godach są czerwiec-sierpień, a na Jawie lipiec-sierpień.  Ciąża trwa 8 miesięcy, w miocie zazwyczaj 1–2 młode.  Cyklicznie prowadzone pomiary dowiodły, że przed rozrodem w ciele samca odkłada się tkanka tłuszczowa, którą traci podczas i po okresie godowym, zaś samica utrzymuje dodatkową tkankę tłuszczową aż do laktacji.   Samiec aby zaimponować samicy i odstraszyć konkurentów przystraja swoje poroże trawą i gałęziami.

### Pożywienie
Rusa timorensis żywi się głównie trawami, ale także krzewami, korzeniami bylin i ziołami. Rzadko kiedy pije wodę, gdyż dzięki spożywanym roślinom jest dobrze nawodniony.

### Choroby
Badania prowadzone w Narodowym Parku Królewskim w Sutherland Shire obok Sydney w Australii dowiodły, że jedynymi pasożytami zewnętrznymi sambara sundajskiego są kleszcze. Morfologia wykazała słabą odporność na choroby takie jak gorączka Q, gorączka efemeryczna, krętkowice czy wirusa akabane.

## Wpływ na gospodarkę i znaczenie dla ochrony środowiska
Rusa timorensis ze względu na fakt, iż jest roślinożerny przyczynia się do znacznej defoliacji roślin, a niekiedy nawet do poważnych zniszczeń powodujących obumarcie rośliny. Działa niekorzystnie na uprawy zjadając plony i rozsiewając chwasty. Sambar sundajski jest cennym obiektem dla gospodarki ze względu na mięso i skóry używane do rękodzieła. Jest także surowcem produktów medycznych. Jest to gatunek bardzo bliski znalezieniu się na liście zagrożonych. W Indonezji objęty ochroną.

## Podgatunki[9]
1. Rusa timorensis djonga Van Bemmel, 1949
2. Rusa timorensis floresiensis Heude, 1896
3. Rusa timorensis macassaricus Heude, 1896
4. Rusa timorensis moluccensis Quoy and Gaimard, 1830
5. Rusa timorensis renschi Sody, 1932
6. Rusa timorensis russa Müller and Schlegel, 1845
7. Rusa timorensis timorensis Blainville, 1822

## Aktualny kierunek badań naukowych
Najnowsze badania nad Rusa timorensis odnoszą się do spermy. Pobrane w okresie godowym kwiecień-lipiec 2012 i kwiecień–czerwiec 2013 próbki spermy przedstawicieli tego gatunku zbadano pod skaningowym mikroskopem elektronowym. Pomimo odmiennych okresów płodnych nie wyróżniono różnic w rozmiarze, kształcie i strukturze powierzchni plemników różnych samców.